# Xian autonome naxi de Yulong
Le xian autonome naxi de Yulong (玉龙纳西族自治县 ; pinyin : Yùlóng nàxīzú Zìzhìxiàn) est un district administratif de la province du Yunnan en Chine. Il est placé sous la juridiction de la ville-préfecture de Lijiang.

## Démographie
La population du district était de 343 694 habitants en 1999.